# Eveline Crone

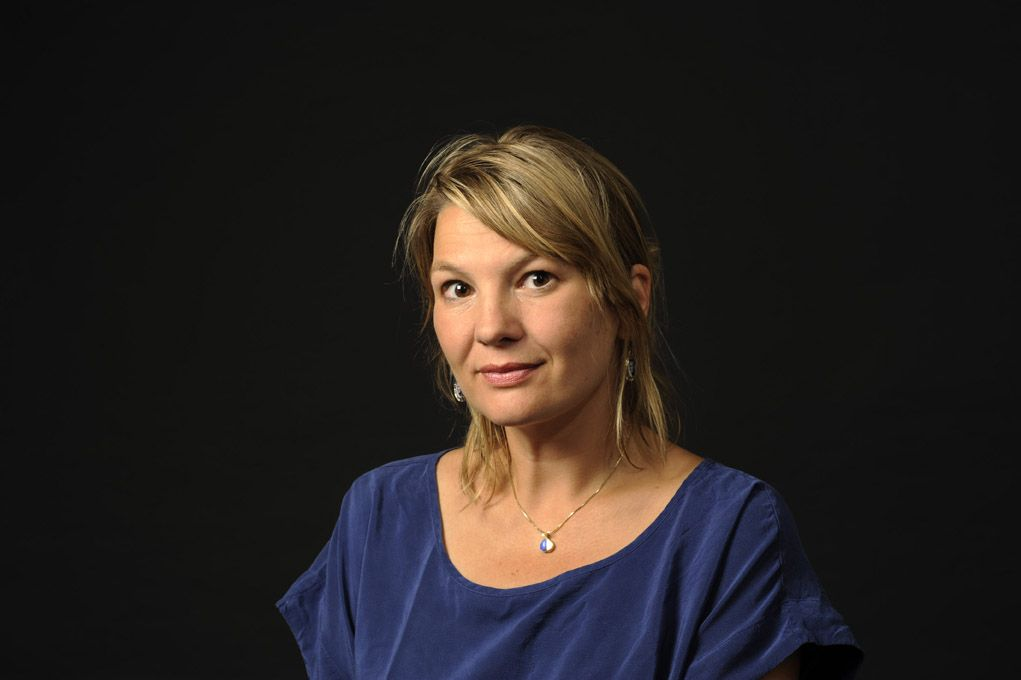
Eveline Crone

Eveline A. Crone (* 23. Oktober 1975 in Schiedam) ist eine niederländische kognitive Entwicklungspsychologin.
Crone studierte Entwicklungspsychologie an der Universität Amsterdam (Diplom 1999) und an der Universität Pittsburgh (Internship 1997/98) und wurde 2003 an der Universität Amsterdam promoviert (Performance monitoring and decision-making: Psychophysiological and developmental analyses). Als Post-Doktorandin war sie an der University of California, Davis. Ab 2005 war sie an der Universität Leiden und baute dort das Labor für Gehirn und Entwicklung (Brain and Development Research Center) auf. 2009 erhielt sie dort eine volle Professur.
Sie erforscht den Einfluss der Gehirnentwicklung auf Entscheidungsprozesse, Persönlichkeitsentwicklung und Selbstkontrolle bei Kindern und Jugendlichen und auf deren soziale Entwicklung. Dabei verwendet sie neuronale Bildgebungsverfahren (funktionelle Magnetresonanztomographie). Während des Heranwachsens findet danach ein Umbau im menschlichen Gehirn statt, insbesondere in der Präfrontalen Cortex (Einschätzen von Risiken, Impulskontrolle). Der für Belohnung zuständige Nucleus accumbens ist außerdem sehr aktiv, so dass die Jugendlichen besonders empfänglich für Belohnung etwa über Anerkennung durch Freunde sind.
2013 wurde Crone Mitglied der Niederländischen Akademie der Wissenschaften (KNAW) und 2013 der Academia Europaea.  2017 erhielt sie den Spinoza-Preis und erhielt den Ammodo KNAW Award. Außerdem erhielt sie den Huibregtsen Award. 2010 erhielt sie einen ERC (European Research Council) Starting Grant und 2016 einen Consolidator Grant. 2017 wurde sie Mitglied des wissenschaftlichen Rats des ERC, 2021 Mitglied der British Academy und 2024 Mitglied der National Academy of Sciences.

## Schriften (Auswahl)
- Het puberende brein, 2008
  - Deutsche Übersetzung: Das pubertierende Gehirn : wie Kinder erwachsen werden, Droemer, Knaur 2011[3]
- Het sociale brein van de puber, 2012